# پناهگاه حیات وحش شیرستان
پناهگاه حیات وحش شیرستان یک پناهگاه حیات وحش با مساحت ۴۴۴۴۸ هکتار است که در استان چهارمحال بختیاری در ایران قرار دارد. این پناهگاه حیات وحش طبق مصوبهٔ شمارهٔ ۶۱۴ در تاریخ ۹۷/۰۹/۱۵ در فهرست مناطق تحت حفاظت سازمان محیط زیست ایران قرار گرفت.